# Курт Еле
Курт Еле (нім. Curt Ehle; 21 жовтня 1899, Зальцведель — 16 серпня 1986, Ільцен) — німецький офіцер, оберстлейтенант резерву вермахту. Кавалер Лицарського хреста Залізного хреста з дубовим листям.

## Біографія
В 1917 році вступив в армію. Учасник Першої світової війни. В 1920 році деомбілізований. В 1936 році повернувся в армію. Учасник Польської і Французької кампаній. З листопада 1940 року служив у 15-му мотоциклетному батальйоні 15-ї танкової дивізії, яка в квітні 1941 року була перекинута в Північну Африку. Відзначився у боях під Ель-Аламейном. Наприкінці 1944 року призначений командиром 102-ї танкової бригади, з якою відзначився в боях у Польщі.

## Нагороди
- Залізний хрест 2-го і 1-го класу
- Почесний хрест ветерана війни з мечами
- Медаль «За вислугу років у Вермахті» 4-го класу (4 роки)
- Застібка до Залізного хреста
  - 2-го класу (7 жовтня 1939)
  - 1-го класу (21 червня 1940)
- Нагрудний знак «За поранення» в чорному
- Нагрудний знак «За танкову атаку» в сріблі
- Лицарський хрест Залізного хреста з дубовим листям
  - лицарський хрест (27 липня 1941)
  - дубове листя (№673; 29 листопада 1944)
- Нарукавна стрічка «Африка»
- Відзначений у Вермахтберіхт (17 лютого 1945)